# 金春八条

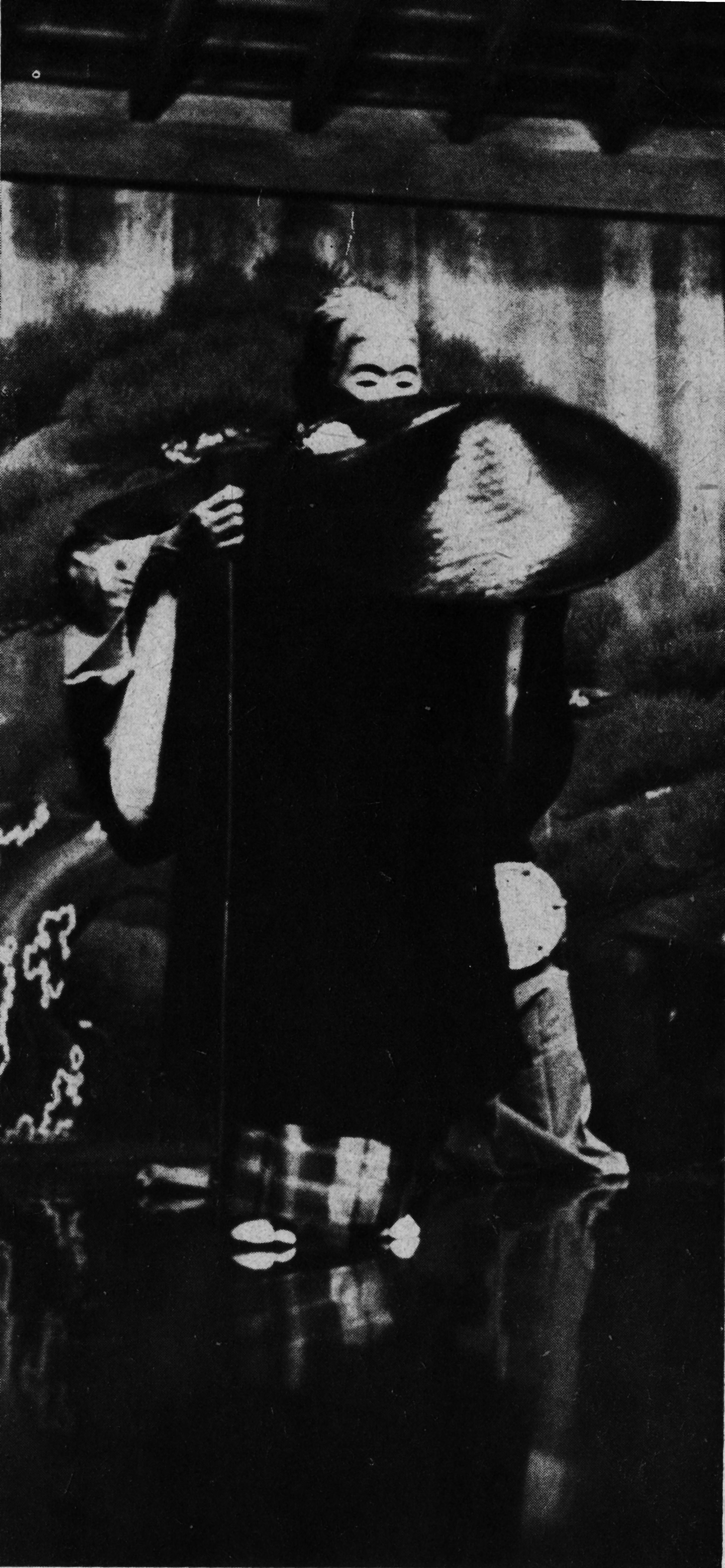
戦前の光太郎による「卒都婆小町」。1939年、本曲で見せた好演は識者に光太郎の芸力を再認識させる機会となった。1955年にも古稀を祝してこの曲を舞い、高い評価を受けている

金春 八条（こんぱる はちじょう、1886年9月30日 - 1962年5月17日）はシテ方金春流七十八世宗家。能楽師。本名光太郎。隠居後八条を名乗った。
七十六世宗家金春七郎広運の長男として奈良に生まれる。弟に金春栄治郎（七十七世宗家）。
1870年、「望月」の子方で初舞台を踏むが、19歳のときに足を負傷し、ハコビになめらかさを欠くようになった。このため1910年に父が逝去した際には、弟・栄治郎が宗家を相続するものの、後に辞退し、改めて1914年に光太郎が七十八世宗家となった。
奈良を離れることなく演能活動をつづけたこと、長らく金春流の流勢がふるわなかったこと、東京では同流の桜間伴馬・弓川親子の活躍に注目が集まっていたことなどから、一般的な知名度はかならずしも高くなかったが、晩年その芸を武智鉄二が高く評価したところから玄人筋での評判が高くなり、意気に感じた光太郎は戦後10年ほどのあいだに充実した舞台を勤める。1951年に長男・金春信高に宗家を譲り、1954年からは八条を名乗り、間もなく舞台を退いて、　1962年に没した。
次男の金春欣三も能楽師となった。脚本家の金春智子は欣三の娘で、八条の孫に当たる。